# نیومارکت فیلمز
نیومارکت فیلمز (انگلیسی: Newmarket Films) یک شرکت فیلم‌سازی و پخش فیلم در ایالات متحده آمریکا است.
این شرکت که در سال ۱۹۹۴ توسط ویلیام تایرر و کریس بال تأسیس شده و مقر آن در لس آنجلس است.

## فیلم‌شناسی
فیلم‌هایی که نیومارکت فیلمز به عنوان تولیدکننده یا توزیع‌کننده در آن نقش داشته‌است:
- آگورا
- آفرینش
- مقاصد بی‌رحمانه
- مرگ رئیس جمهور
- دانی دارکو (co-production به‌همراه Pandora) (DVD distributed by فاکس قرن بیستم)
- God Grew Tired of Us
- اهمیت جدی بودن
- Lilya 4-ever
- ممنتو (co-production به‌همراه Summit Entertainment)
- مکزیکی
- هیولا (co-production به‌همراه DEJ Productions و Media 8 Entertainment)
- عروسی یونانی پرریخت‌وپاش و بزرگ من
- The Nines (co-production به‌همراه Destination Films)
- Open Hearts
- مصائب مسیح (co-production به‌همراه Icon Entertainment)
- شب پرام (co-production به‌همراه آلیانس فیلمز و اوریجینال فیلم)
- Real Women Have Curves
- شهر نقره‌ای
- جمجمه
- Spun
- وارونه
- مظنونین همیشگی
- سوارکار نهنگ
- و مادرت را هم